# Tracie Thoms
Tracie Nicole Thoms (ur. 19 sierpnia 1975 w Baltimore) – amerykańska aktorka.

## Życiorys
Urodziła się i wychowała w Baltimore jako córka Mariany Davis i Donalda H. Thomsa, wiceprezesa ds. programowania w PBS / reżysera telewizyjnego. Ma młodszego brata Austina. Aktorstwem zainteresowała się już jako dziesięciolatka. W 1993 ukończyła Baltimore School for the Arts (BSA), artystyczną szkołę średnią. Podczas studiów na Uniwersytecie Howarda w Waszyngtonie otrzymała nominację do nagrody im. Helen Hayes w kategorii „Wybitna główna aktorka w musicalu rezydencyjnym” za rolę w produkcji Hair. W latach 1997–2001 studiowała na nowojorskiej uczelni Juilliard School, a jej kolegami ze studiów byli Lee Pace i Anthony Mackie.
Występowała w kilku regionalnych i off-Broadwayowskich produkcjach: Pod wiatr (2001), Uniewinniony (2002), Projekt Antygona (2004), 10 rzeczy do zrobienia przed śmiercią (2009) i Zaginione jezioro (2014). Grała na Broadwayu w sztukach: Tonąca wrona (2004) jako Mary Bow z Alfre Woodard, Rent (2008) w roli Joanne Jefferson, Stick Fly (2011–2012) jako Taylor i Falsettos (2016–2017) jako dr Charlotte.
Po raz pierwszy pojawiła się na małym ekranie w komediach telewizyjnych: NBC Najstraszniejsze rzeczy w Ameryce (America’s Most Terrible Things, 2002) w roli Terri z udziałem Chevy’ego Chase’a i Porn 'n Chicken (2002) jako Andrea. Sympatię wśród telewidzów zdobyła dzięki roli Mahandry McGinty w tragikomicznym serialu FOX Magia Niagary (Wonderfalls, 2004). Sukcesywnie została obsadzona w fabularnych filmach kinowych: Rent (2005) w reżyserii Chrisa Columbusa, Diabeł ubiera się u Prady (The Devil Wears Prada, 2006) Davida Frankela oraz Grindhouse Vol. 1: Death Proof (2007) Quentina Tarantino, gdzie wcieliła się w postać walecznej Kim Mathis. Wszystkie trzy produkcje stały się przebojami komercyjnymi oraz faworytami krytyków. W serialu CBS Dowody zbrodni (Cold Case, 2005–2010) występowała jako detektyw Kat Miller.